# Serge Barbara
Pour les articles homonymes, voir Barbara.
Serge Barbara (né le 23 août 1973 à Suresnes ou Villeneuve-la-Garenne,) est un coureur cycliste français, actif sur route et sur piste.

## Biographie
Serge Barbara a été licencié à l'AS Corbeil-Essonnes, au CC Nogent-sur-Oise, au Bressuire AC, au CSM Villeneuve-la-Garenne et au CSM Épinay. Brillant sur piste, il participe à divers championnats internationaux dans les années 1990 avec l'équipe de France. Il remporte notamment deux manches de la Coupe du monde 1995, ainsi que plusieurs titres de champion national dans les disciplines de la course aux points, de la poursuite par équipes et de l'américaine. 

## Palmarès sur route
- 1993
  - 7e étape du Tour de Belgique amateurs
- 1997
  - 2e étape du Tour du Loiret
  - Grand Prix de Luneray
  - 2e de Paris-Rouen
- 1998
  - 3e du Grand Prix Cristal Energie
- 2000
  - 1re étape des Trois Jours des Mauges
  - Tour du Canton de Champagnac-de-Belair

## Palmarès sur piste

### Coupe du monde
- 1995
  - 1er de la course aux points à Cottbus
  - 1er de l'américaine à Tokyo (avec Cyril Bos)
  - 2e de la course aux points à Tokyo
  - 3e de la course aux points à Adélaïde

### Championnats du monde
- Palerme 1994
  - 10e de la course aux points
- Bogota 1995
  - 9e de la course aux points
  - 10e de l'américaine

### Championnats de France
| - 1991 - Champion de France de course aux points amateurs - 1993 - 2e du championnat de France de la course aux points - 1994 - Champion de France de course aux points - 1995 - Champion de France de course aux points - 2e du championnat de France de l'américaine | - 1996 - Champion de France de l'américaine (avec Michel Dubreuil) - 2e du championnat de France de la course aux points - 1998 - Champion de France de course aux points |  |

### Six Jours
- 1993
  - Six Jours de Grenoble amateurs en 1993 (avec Cyril Bos)
- 1995
  - Six Jours de Nouméa en 1995 (avec Glen Thomson (en))